# César Pekelman
César Pekelman (ur. 18 grudnia 1922 w Amparo, zm. w 1986) – brazylijski szermierz. Reprezentant kraju podczas igrzysk olimpijskich w Helsinkach.
Na igrzyskach wystąpił zarówno w turnieju drużynowym, jak i indywidualnym szpadzistów. W turnieju drużynowym Brazylijczycy odpadli w pierwszej rundzie, natomiast w turnieju indywidualnym odpadł w drugiej rundzie.